# Medizinische Einrichtungen des Bezirks Oberpfalz
Medizinische Einrichtungen des Bezirks Oberpfalz – KU (medbo) sind ein Gesundheitsunternehmen in der Oberpfalz. Die Anstalt des öffentlichen Rechts widmet sich den Schwerpunkten Psychiatrie, Kinder- und Jugendpsychiatrie, Neurologie, Neurologische Rehabilitation sowie Gesundheits- und Krankenpflege und Forensik. Die medbo ist ein Unternehmen in öffentlicher Trägerschaft des Bezirks Oberpfalz mit Sitz in Regensburg.
Seit Juli 2013 werden die ehemalige medbo GmbH und die ehemaligen Sonderkrankenhäuser (Eigenbetriebe) des Bezirks Oberpfalz als ein gemeinsames Kommunalunternehmen (Anstalt des Öffentlichen Rechts) geführt. Vorstand des medbo KU ist Helmut Hausner.
An sechs Standorten (Regensburg, Wöllershof, Parsberg, Weiden in der Oberpfalz, Cham und Amberg) und mit rund 3.300 Mitarbeitern betreibt die medbo Einrichtungen mit stationärem, teilstationärem und ambulantem Angebot. Drei Universitätskliniken zählen ebenso zur Organisation wie das Institut für Bildung und Personalentwicklung IBP, das größte Bildungsinstitut im Gesundheitsbereich in Ostbayern und die Berufsfachschule für Krankenpflege und Krankenpflegehilfe Regensburg am Bezirksklinikum Regensburg.
Die medbo führt psychiatrische, kinder- und jugendpsychiatrische sowie neurologische Kliniken, psychiatrische und neurologische Pflegeheime, Reha- und sonstigen Einrichtungen sowie Kliniken für Forensische Psychiatrie und Psychotherapie, für junge Drogenabhängige und für Lungen- und Bronchialheilkunde.

## Kliniken und Einrichtungen
Am Bezirksklinikum Regensburg:
- Klinik und Poliklinik für Psychiatrie und Psychotherapie der Universität Regensburg (mit angeschlossener Tagesklinik), die sich in folgende operative Zentren (Chefarztbereiche) gliedert:

1. Zentrum für Allgemeinpsychiatrie I und Psychosomatik für den Bereich der affektiven Störungen
2. Zentrum für Allgemeinpsychiatrie II mit Schwerpunkt Psychosen
3. Zentrum für Altersmedizin, das gleichzeitig die einzige Akutgeriatrie im Großraum Regensburg ist
4. Zentrum für Suchtmedizin
5. Zentrum für Psychiatrie in Cham mit Tagesklinik und angeschlossener Institutsambulanz
6. Die „Zentrale Aufnahme und Psychiatrische Institutsambulanz“ ist ebenfalls ein eigener Chefarztbereich

- Klinik und Poliklinik für Neurologie der Universität Regensburg mit folgenden Zentren:

1. Zentrum für Neurologie
2. Zentrum für Vaskuläre Neurologie und Intensivmedizin
3. Zentrum für Neurologische Rehabilitation mit angeschlossenem Neurologischem Nachsorgezentrum „Haus 2. Leben“

- Klinik für Kinder- und Jugendpsychiatrie, Psychosomatik und Psychotherapie mit den Zentren Regensburg und Amberg/Cham/Weiden mit jeweils Tageskliniken und Institutsambulanzen
- Klinik für Forensische Psychiatrie und Psychotherapie mit angeschlossener Institutsambulanz inkl. Forensischer Nachsorgeambulanz. An der Klinik wird seit 2001 eine umfassende Katamnesestudie durchgeführt, die bayernweit Pilotcharakter hat. Hierbei gibt es folgende Zentren:

1. Zentrum für forensische Therapie psychischer Erkrankungen
2. Zentrum für forensische Suchttherapie
3. Zentrum für forensische Jugendpsychiatrie & Psychotherapie

- Pflegeheim HAUS 5 für psychisch Kranke
- Pflegeheim HAUS 15 für schwerst Schädel-Hirn-geschädigte Patienten – in enger Kooperation mit der Klinik für Neurologische Rehabilitation
- Institut für Neuroradiologie
- Institut für Bildung und Personalentwicklung (IBP), die größte Bildungseinrichtung im Gesundheitsbereich in Ostbayern
- Berufsfachschule für Krankenpflege und Krankenpflegehilfe Regensburg (BFS)
- Verwaltung der medbo

Am Bezirkskrankenhaus Wöllershof:
- Klinik für Psychiatrie, Psychosomatik und Psychotherapie mit einer Fachabteilung für Sucht-Reha (Alkoholabhängigkeit) und Schlaflabor
- Psychiatrische Institutsambulanz
- Pflegeheime für psychisch Kranke
- Wohnheim für psychisch Kranke

Am Bezirkskrankenhaus Parsberg:
- Klinik für Forensische Psychiatrie und Psychotherapie mit Institutsambulanz und angeschlossener Forensischer Nachsorgeambulanz
- Klinik für Lungen- und Bronchialheilkunde

Am Standort Weiden:
- Zentrum der Klinik für Kinder- und Jugendpsychiatrie, Psychosomatik und Psychotherapie am Bezirksklinikum Regensburg mit Tagesklinik und Institutsambulanz

Am Standort Cham:
- Zentrum für Psychiatrie Cham der Klinik und Poliklinik für Psychiatrie und Psychotherapie der Universität Regensburg am Bezirksklinikum Regensburg mit angeschlossener Institutsambulanz
- Zentrum der Klinik für Kinder- und Jugendpsychiatrie, Psychosomatik und Psychotherapie am Bezirksklinikum Regensburg mit Tagesklinik und Institutsambulanz

Am Standort Amberg:
- Zentrum der Klinik für Kinder- und Jugendpsychiatrie, Psychosomatik und Psychotherapie am Bezirksklinikum Regensburg mit Tagesklinik und Institutsambulanz